# Lukáš Randák
Lukáš Randák (̈* 30. dubna 1988) je český muzikálový herec, zpěvák a moderátor. Již během studií ekonomie na Jihočeské univerzitě hostoval v několika pražských divadlech, po studiu začal rovnou pracovat v Jihočeském divadle, které je dodnes jeho domovskou scénou. Za sebou má hlavní role v muzikálech Evita, Ples upírů, Hledá se tenor, Romeo a Julie, Casanova, Divotvorný hrnec, Doktor Faust. Důležité role ztvárnil také v českých uvedeních muzikálů Bídníci, Wicked (Čarodějka), Funny girl, a další. Je součástí vokálního projektu Společně, spolu s Andreou Holou, Elis Ochmanovou a Petrem Ožanou.
V září 2023 uzavřel registrované partnerství se svým přítelem, mexickým tanečníkem Carlosem Ruizem. Kromě aktivní umělecké činnosti působí jako produkční v Jihočeském divadle. 

## Životopis
Narodil se v Českých Budějovicích.
Stálé působení má v Jihočeském divadle, ale hostuje po celé České republice.

## Inscenace
V současné době[kdy?] účinkuje v následujících divadlech a inscenacíchː
- Divadlo Na Maninách: Doktor Faust, Robinson Crusoe
- Studio DVA divadlo: Starci na chmelu
- Goja Music Hall: Les Miserábles (Bídníci) - role Mariuse
- Divadlo Hybernia: Zapomeňte na Shakespearaǃ
- Pixa-pro: Královna Kapeska, Alenka v říši divů, Sněhová královna, Kapka medu pro Verunku
- Jihočeské divadlo Č. Budějovice: Slečna vdova, Divotvorný hrnec, Hledá se tenor (muzikál)